# Музеј воштаних фигура Јагодина
Музеј воштаних фигура у Јагодини је отворен 29. априла 2008. године. Налази се у Јагодини и тренутно запошљава 8 стручних радника и сарадника.
Музеј је један од шест музеја на европском континенту, а први у Србији са ликовима из српске историје од Светог Саве до Војислава Коштунице и Владе Дивца.
Музеј воштаних фигура простире се на 450 м2 и има 29 фигура у сталној поставци.